# Temática de Machado de Assis
A temática de Machado de Assis envolve desde o uso de citações referentes à eventos de sua época até os mais intricados conflitos da condição humana.

## Escravidão

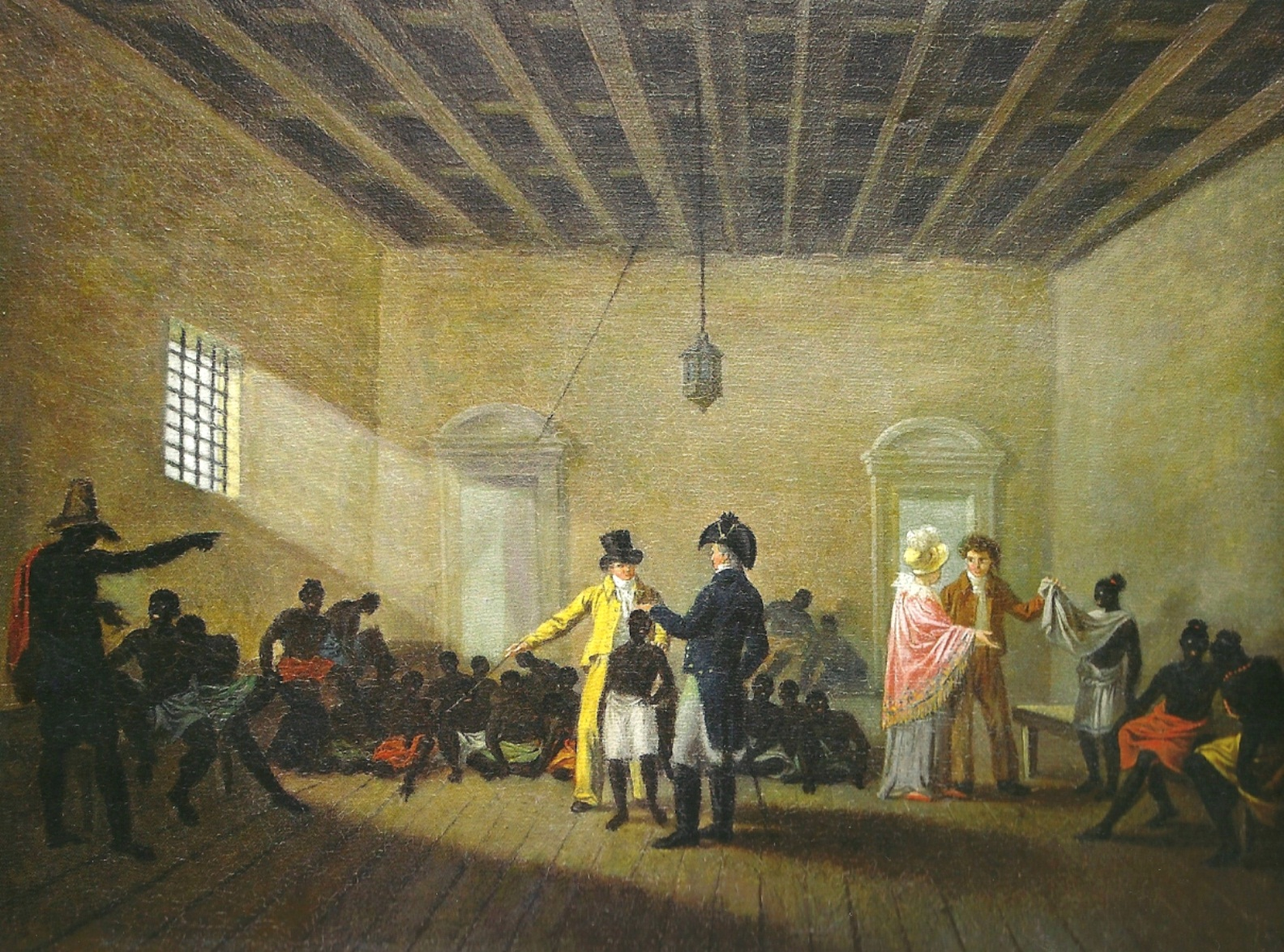
Debret, Mercado de escravos

Os romances machadianos tratam frequentemente da escravidão sob o ponto de vista cínico do senhor de escravos, sempre criticando-o de forma oblíqua. Sobre a escravidão, Machado de Assis já havia tido uma experiência familiar, quer por seus avós paternos terem sido escravos, quer porque lia os jornais com anúncios de escravos fugitivos. Em seu tempo, a literatura que denunciava crenças etnocêntricas que posicionavam os negros no último grau da escala social era distorcida ou tolhida, de modo que este tema encontra uma grande expressividade na obra do autor. A começar, as Memórias Póstumas de Brás Cubas narra o que seria uma das páginas de ficção mais perturbadoras já escritas sobre a psicologia do escravismo: o negro liberto compra seu próprio escravo para tirar sua desforra.

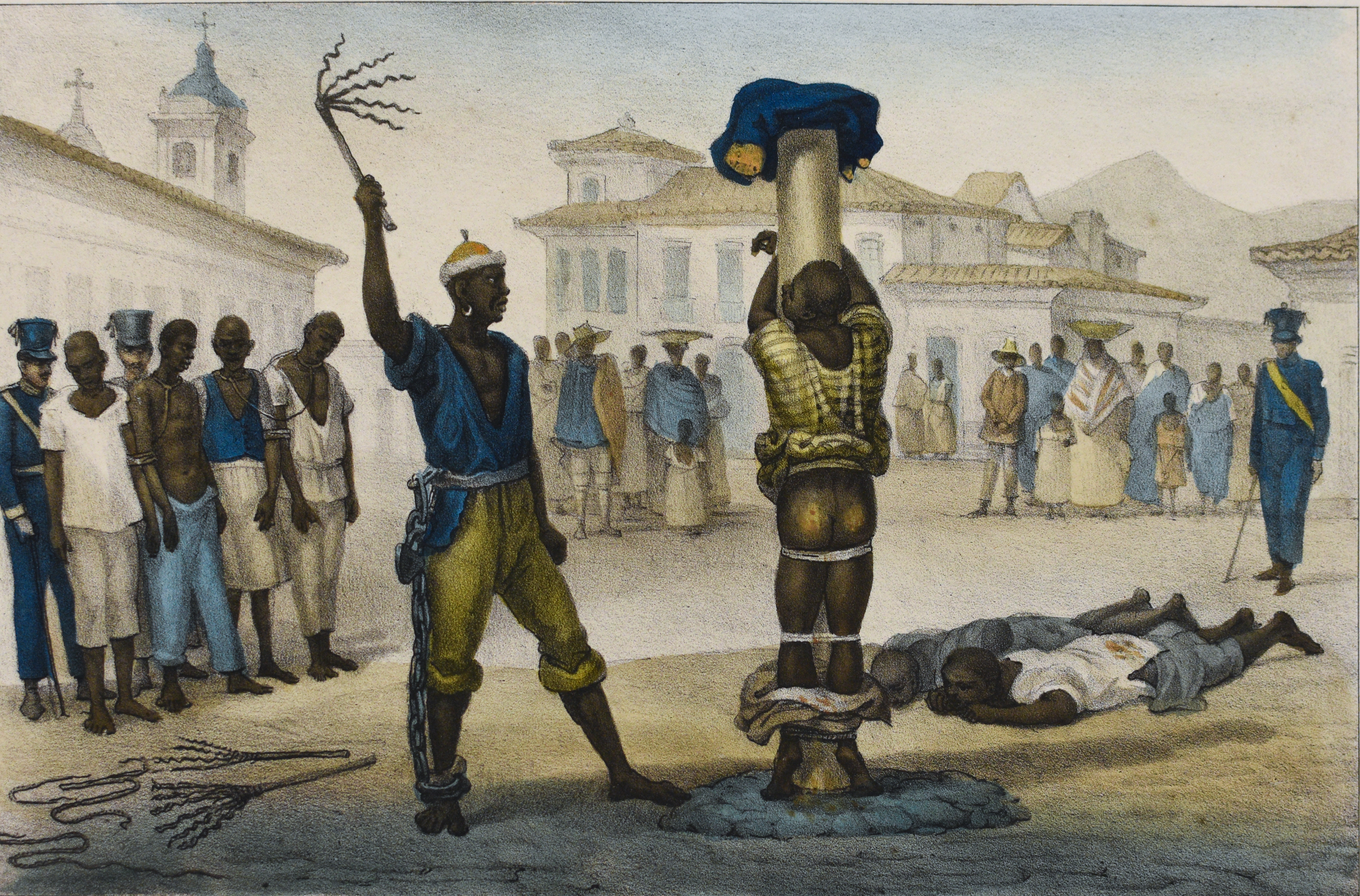
Pelourinho por Jean-Baptiste Debret, retrata a escravidão no Brasil: Machado de Assis escrevia sobre a dissimulação na relação senhor e escravo.

Outras obras notáveis, como Memorial de Aires, ou a crônica Bons Dias! de maio de 1888, ou o conto "Pai Contra Mãe" (1905), expõem explicitamente as críticas à escravidão. Esta última é uma obra pós-escravidão, como podemos notar na frase de início: A escravidão levou consigo ofícios e aparelhos [...] Um destes ofícios e aparelhos a que Machado refere-se é o ferro que prendia o pescoço e os pés dos escravos e a máscara de folha-de-flandres. O conto é ainda uma análise de como o fim da escravidão levara estes aparelhos para a extinção, mas não levou a miséria e a pobreza. Roberto Schwarz escreve que "se grande parte do trabalho era exercido pelos escravos, restava aos homens livres trabalhos mal remunerados e instáveis." Schwarz nota que tal dificuldade dos homens livres, somada às relações dependentes que estes homens traçarão para sua sobrevivência, são grandes temas no romance machadiano. Para Machado, o trabalho acabaria com as diferenças impostas pela escravidão.
Castro Alves escrevia sobre a violência explícita a que os escravos estavam expostos, enquanto Machado de Assis escrevia as violências implícitas, como a dissimulação e a falsa camaradagem na relação senhor e escravo.

## Política: Monarquia e República
O caráter dissimulativo também é encontrado em sua ótica acerca da República e da Monarquia. Um de seus últimos romances, Esaú e Jacó, é considerado uma alegoria sobre as duas formas de governo e, principalmente, sobre a substituição de um pelo outro em território nacional. Numa das linhas da obra, os irmãos Paulo, republicano, e Pedro, monarquista, discutiam a proclamação da República; o primeiro, que admirava Deodoro da Fonseca, afirmava que Podia ter sido mais turbulento. enquanto Pedro afirmava: Um crime e um disparate, além de ingratidão; o imperador devia ter pegado os principais cabeças e mandá-los executar. (…) Ambos avultam o fato de o regime ter sido mudado por um golpe de estado, sem barricadas nem participação popular.
Em Dom Casmurro, Capitu acha que o imperador fizera muito bem em querer subir ao trono aos quinze anos, uma alusão à maioridade de Dom Pedro II do Brasil. Machado também retratou a Guerra do Paraguai (1864-1870), no conto "Um Capitão de Voluntários", de Relíquias da Casa Velha na fala do personagem X que, ironicamente, morrerá em combate no Paraguai:
-- Ora, porque não! E depois, a guerra do Paraguai, não digo que não seja como todas as guerras, mas, palavra, não me entusiasma. A princípio, sim, quando o López tomou o Marquês de Olinda, fiquei indignado; logo depois perdi a impressão, e agora, francamente, acho que tínhamos feito muito melhor se nos aliássemos ao López contra os argentinos.

## Filosofia e ciência: Humanitismo

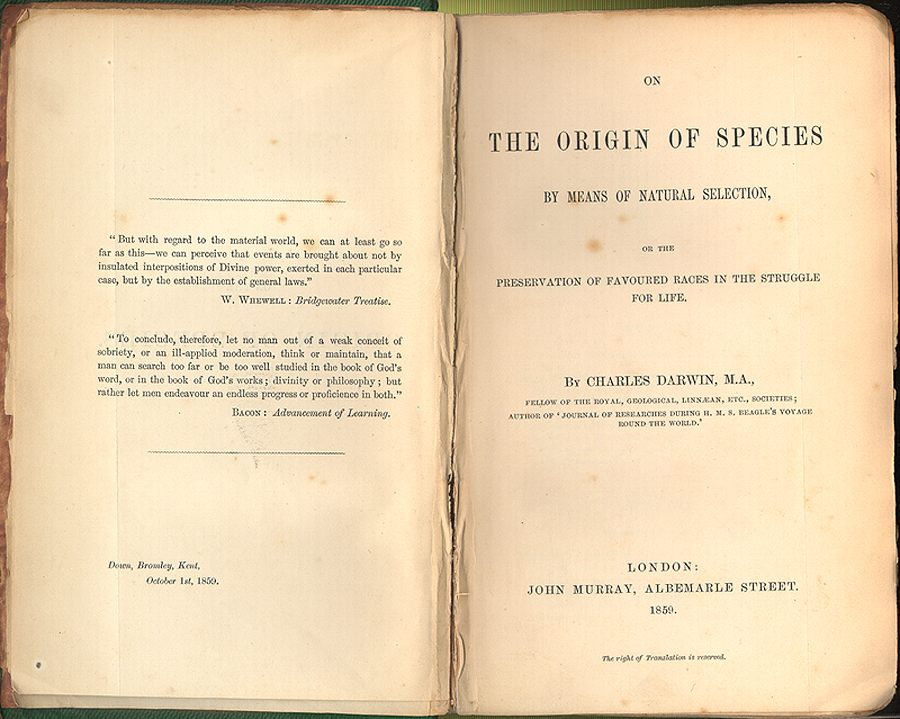
A Origem das Espécies, 1859, de Charles Darwin: o "Humanitismo" de Machado de Assis ironiza a "lei do mais forte" de Darwin.

Outra temática notada pelos acadêmicos na obra machadiana é a filosofia que lhe é peculiar. Há em sua obra um constante questionamento sobre o homem na sociedade e sobre o homem diante de si próprio. O "Humanitismo", elaborado pelo filósofo Joaquim Borba dos Santos em Quincas Borba, constitui-se da ideia "do império da lei do mais forte, do mais rico e do mais esperto". Antonio Candido escreveu que a essência do pensamento machadiano é "a transformação do homem em objeto do homem, que é uma das maldições ligadas à falta de liberdade verdadeira, econômica e espiritual." Os críticos notam que o "Humanitismo" de Machado não passa de uma sátira ao positivismo de Auguste Comte e ao cientificismo do século XIX, bem como a teoria de Charles Darwin acerca da seleção natural. Seu Quincas Borba apresenta um conceito onde "a ascensão de um se faz a partir da anulação do outro" e que, em essência, constitui a vida inteira do personagem Rubião, que morre desagregado e crendo ser Napoleão. Desta forma, a teoria do "ao vencedor, as batatas" seria uma paródia à ciência da época de Machado; sua divulgação seria uma forma de desnudar ironicamente o caráter desumano e anti-ético do pensamento da "lei do mais forte".

## Ceticismo
Os críticos notam que na segunda metade do século XIX os intelectuais brasileiros interessavam-se com o "surgimento de novas ideias" como o já citado positivismo de Comte e o evolucionismo social de Spencer. Ao que tudo indica, Machado não compartilhava deste interesse e escreveu seus romances com ceticismo a estas escolas filosóficas e políticas. Em Memórias Póstumas de Brás Cubas, por exemplo, um importante aspecto do pessimismo de Brás Cubas é sua visão de que os valores são arbitrários. Segundo José Maia Neto, "Brás Cubas não faz a opção de não seguir as máximas e o PC. As violações que ele comete devem-se a situações de conflitos, em particular entre a Máxima da Relação ('Seja relevante') e a Máxima da Qualidade ('Não diga aquilo que acredita ser falso'). O autor cético desafia o critério social que discrimina o que é relevante na vida e aquilo que não é (e, desta forma, o que deve ser incluído ou não em uma autobiografia)." Em Dom Casmurro, por sua vez, exemplifica, de acordo com Mary L. Pratt, um caso em que "[o autor ficcional] pode… ser inconsistente ou mesmo contradizer-se."
Patt desenvolveu uma teoria do discurso literário baseada no modelo de conversação cooperativa de Paul Grice, onde a conversação cooperativa baseia-se no seguinte princípio de cooperação (PC): "Faça sua contribuição conversacional tal como e quando exigida, com a finalidade aceita ou a direção da troca conversacional na qual está engajado." De acordo com o PC, o falante deve seguir estas máximas: [i] Máxima da Quantidade: “Faça sua contribuição tão informativa quanto necessário”, e “Não faça sua contribuição mais informativa que o necessário”; [ii] Máxima da Qualidade: “Não diga o que acredita ser falso”, e “Não diga aquilo para o que não tem evidência”; [iii] Máxima da Relação: “Seja relevante”; e [iv] Máxima do Modo: “Seja perspicaz”, com as submáximas “Evite obscuridade de expressão”, “Evite ambiguidade”, e outras. Assim, as tais contradições que Pratt acredita que Bentinho possui são resolvidas no nível do autor real: ela acredita que, como em Tristam Shandy, de Laurence Sterne, influência para Machado, "as violações das máximas pelo autor ficcional constituem casos de exploração das máximas (isto é, deixar de cumpri-las sem abandonar o PC) por parte do autor real." Pratt supõe que a evidência conclusiva da inocência de Capitu é omitida pelo autor ficcional em ambas as passagens para salvaguardar sua crença no adultério. Neste caso, Dom Casmurro estaria deixando de satisfazer a "Máxima da Qualidade". A violação é identificada pelo leitor, argumenta Pratt, porque Dom Casmurro "falha em cometer esta violação de forma suficientemente discreta". Com esta falha, sugere Pratt, "Machado de Assis implica que devemos manter em mente a inadequação da evidência de Dom Casmurro." Os críticos concordam que o ceticismo em Dom Casmurro surge na expressão da afasia pirrônica (ausência de afirmação ou de negação).

## Homossexualidade
Certos críticos encontram no personagem Bentinho de Dom Casmurro uma certa homossexualidade voltada a seu amigo Escobar. Como no trecho:
"Fiquei tão entusiasmado com a facilidade mental do meu amigo, que não pude deixar de abraçá-lo. Era no pátio; outros seminaristas notaram a nossa efusão; um padre que estava com eles não gostou." (DC, p.824.)
Citam que trata-se de uma "homossexualidade encoberta".
O lesbianismo, também, é retratado no conto "D. Benedita" de Papéis Avulsos.
O conto "Pílades e Orestes", no entanto, é o que mais explicitamente trata do homoerotismo.

## Mulher: beleza e comportamento
Aos moldes do Naturalismo, Machado de Assis também retratava a sociedade de forma coletiva. Roberto Schwarz propôs que A Mão e a Luva, Helena, Iaiá Garcia e Ressurreição são romances sobre tradições, casamento, família ligadas ao homem e à mulher. A mulher tem papel fundamental no texto machadiano. Tanto em sua fase romântica, com Ressurreição, onde ele descreve o "gracioso busto" da personagem Lívia, até sua fase realista, onde nota-se uma fixação pelo olhar dúbio de Capitu em Dom Casmurro. Suas mulheres são "capazes de conduzir a ação, apesar do predomínio da trama romanesca não ter se esvaziado." As personagens femininas de Machado de Assis, ao contrário das mulheres de outros românticos — que faziam a heroína dependente de outras figuras e indisposta à ação principal na narrativa — são extremamente objetivas e possuem força de caráter: a já citada Lívia de Ressurreição é quem culmina no rompimento de seu caso com o personagem Félix e é da Guiomar de A Mão e a Luva de quem parte a procura por Luiz Alves, que satisfará suas ambições, assim como a heroína de Helena deixa-se morrer para não se passar como aventureira e, por fim, a Estela de Iaiá Garcia, que conduz a ação e promove o destino dos demais personagens.